# Castello di Montgomery
Il castello di Montgomery (in inglese: Montgomery Castle; in gallese: Castell Trefaldwyn) è una fortezza in rovina del villaggio gallese di Montgomery, nella contea di Powys (Galles centrale), costruita tra il 1223 e il 1233-1234 per volere di re Enrico III d'Inghilterra.
L'edificio è classificato come castello di primo grado ed è di proprietà del Cadw.

## Storia
Nel 1223, Enrico III d'Inghilterra ordinò la costruzione del castello per assicurarsi il controllo del Galles centrale e per proteggere i confini del Paese. Si trattò del secondo castello realizzato a Montgomery, dato che in precedenza nella cittadina si ergeva un motte e bailey che era stato costruito tra il 1071 e il 1074 per volere di Ruggero II di Montgomery nella collina di Hen Domen e che era andato distrutto nel 1214.
La costruzione del nuovo castello di Montgomery durò 10-11 anni. Il castello sopravvisse agli attacchi gallesi operati nel 1228 e nel 1231 da Llywelyn il Grande e nel 1245 dal figlio di quest'ultimo Dafydd ap Llywelyn.
Ulteriori opere di ampliamento furono poi apportate all'inizio degli anni cinquanta del XIII secolo e successivamente, tra il 1279 e il 1289, pre fronteggiare la nuova insurrezione gallese. Nel frattempo, nel 1267, il castello era stato visitato da re Enrico III d'Inghilterra, che firmò il trattato di Montgomery, con il quale riconobbe Llywelyn ap Gruffudd come principe del Galles.
Nel 1330, il castello fu ceduto a Roger Mortimer, conte di March, per poi tornare nelle mani della Corona dopo che Mortimer era caduto in rovina.
Nel 1402, il castello sopravvisse all'attacco gallese operato da Owain Glyndŵr, attacco che devastò la cittadina di Montgomery. In seguito, nel 1425, il castello fu ceduto dalla Corona inglese a Richard, duca di York.
Agli inizi del XVI secolo, il castello si trovava in uno stato di rovina. Tra il 1538 e il 1543, fu però utilizzato da Rowland Lee, da poco eletto presidente del consiglio delle Marche gallesi, come uno dei propri centri amministrativi; il castello fu poi nuovamente abbandonato nel 1580.
Nel secolo successivo, precisamente tra il 1622 e il 1625, fu realizzata all'interno del castello una residenza per volere di Sir Edward Herbert. Herbert fu l'ultimo occupante del castello.
Il castello e la sua residenza interna andarono poi quasi completamente distrutti nel 1649, in seguito alla demolizione ordinata dalle truppe parlamentariane nel corso della guerra civile inglese.

## Architettura
Il castello si erge su una collina che domina l'abitato di Montgomery, dalla quale si ha una vista sulla chiesa di San Nicola.
La ward più estesa all'interno della fortezza è quella centrale, a forma rettangolare.

Veduta panoramica del castello